# Lisa Kolb
Lisa Kolb (4 maggio 2001) è una calciatrice austriaca, attaccante del Friburgo e della nazionale austriaca.

## Carriera

### Club
Dopo aver iniziato la sua carriera con il VBSC Vöcklabrucker Sportclub, nella stagione 2015-2016 ha indossato, sempre a livello giovanile, la maglia dello Sportunion Volksbank Vöcklamarkt. In quel periodo si mette in luce, diventando nel 2015 capocannoniere del campionato nazionale U-14.
Nel luglio 2016 si è trasferita all'Union Kleinmünchen, dove viene aggregata alla prima squadra che disputa la ÖFB Frauen Bundesliga, livello di vertice del campionato austriaco di categoria, legandosi al club di Linz per due stagioni dove contribuisce a far raggiungere alla sua squadra il quinto posto in Bundesliga in entrambi i campionati.
Durante la sessione estiva di calciomercato 2018 viene annunciato il suo trasferimento allo Sturm Graz ma nella primavera del 2019 subisce un grave infortunio alla schiena che la costringe a disertare i campi da gioco fino all'estate del 2020. Nel frattempo si trasferisce nuovamente, nell'autunno del 2019, al Neulengbach e frequenta la Frauen-Akademie dell'ÖFB a Sankt Pölten dal 2015 al 2020, anno in cui si è diplomata.
Nell'aprile 2021 è stato annunciato il suo passaggio al Friburgo, squadra della Bundesliga tedesca, a partire dalla stagione 2021-2022. Nel maggio di quello stesso anno, nella votazione organizzata dalla Federcalcio austriaca (ÖFB) e condotta tra allenatori e tifosi della Planet Pure Frauen-Bundesliga, è stata eletta giocatrice dell'anno per la stagione 2020-2021, davanti a Mateja Zver e Katja Wienerroither. A disposizione del tecnico Daniel Kraus, per debuttare in Bundesliga Kolb deve attendere la 10ª giornata di campionato, nell'incontro del 5 dicembre 2021 vinto per 1-0 in casa dell'SGS Essen, rilevando in quell'occasione Marie Müller al 60' e rimediando un cartellino giallo, e per la prima rete "tedesca" il 13 marzo 2022, dove al 76' fissa il risultato nella schiacciante vittoria per 7-1 sul Carl Zeiss Jena alla 16ª giornata. Alla sua prima stagione straniera matura 12 presenze, con un gol, in campionato, saltando completamente òa Coppa di Germania.

### Nazionale
Kolb inizia a essere convocata dalla Federcalcio austriaca (ÖFB) dal febbraio 2016, inizialmente nelle giovanili, dalla formazione Under-16, dove in due anni disputa le edizioni del UEFA Development Tournament 2016 e 2017 marcando complessivamente, amichevoli comprese, 6 presenze siglando la sua prima rete, poi altre tre, con la maglia della sua nazionale.
Dall'estate 2016 viene inoltre chiamata dall'allora tecnico federale Dominik Thalhammer nella Under-17, dove debutta, con il nuovo tecnico Markus Hackl, il 4 agosto, rilevando nei minuti finali Carina Widauer nell'amichevole persa per 1-0 con le pari età della Slovenia, per poi essere impiegata, oltre ad altre amichevoli, in occasione delle qualificazioni all'Europeo di Repubblica Ceca 2017. Hackl la impiega in tutti i sei incontri del torneo UEFA, con l'Austria che prima supera il primo turno da imbattuta ma nella fase élite subisce la superiorità delle avversarie perdendo tutti i tre incontri e fallendo l'accesso alla fase finale. Rimasta in rosa anche per la successiva qualificazione all'Europeo di Lituania 2018, la centrocampista disputa i tre incontri della prima fase, dove segna una rete nella vittoria per 13-0 sulla Georgia, aiutando l'Austria a chiudere da imbattuta il gruppo 10, e dopo aver giocato altre due amichevoli anche le tre della fase élite dove però, ancora una volta, la sua squadra non riesce a essere competitiva perdendo tutti i tre incontri e fallendo nuovamente l'accesso alla fase finale. Con la partita del 25 marzo 2018 persa 2-1 con l'Polonia si conclude la sua parentesi in U-17, con un tabellino di 13 reti siglate su 24 partite.
Chiamata nell'Under-19 dal tecnico Michael Steiner, oltre a qualche amichevole disputa le qualificazioni all'Europeo di Scozia 2019, marcando tre presenze nella prima fase, festeggiando con le compagne il passaggio del turno da imbattuta nel gruppo 7, e il solo incontro della successiva fase élite del 9 aprile 2019 pareggiato 2-2 con la Germania dove però l'Austria, con la sconfitta per 2-0 con la Rep. Ceca compromette l'accesso alla fase finale. L'incontro con la Germania chiude anche l'apporto alla U-19, maturando con questa nazionale giovanile solo 6 presenze con 2 gol realizzati.
Entrata nel giro della nazionale maggiore, chiamata dalla ct Irene Fuhrmann, viene inserita in rosa con la squadra che disputa le qualificazioni, nel gruppo G, all'Europeo di Inghilterra 2022 facendo il suo debutto "senior" il 27 novembre di quell'anno, rilevando Barbara Dunst al 75' dell'incontro perso 3-0 con la Francia. In seguito Fuhrmann la convoca solamente in un'occasione, in amichevole, l'11 aprile 2021 (2-2 con la Finlandia) mentre dal 2022 le sue presenze si fanno più costanti, convincendo la selezionatrice austriaca a inserirla nella lista delle 23 calciatrici in partenza per EURO 2022 annunciata il 27 giugno 2022., tuttavia prima dell'inizio del torneo Kolb risulta positiva al COVID-19 costringendo la ct a sostituirla in rosa con Virginia Kirchberger. Nel frattempo Fuhrmann la impiega nel corso delle qualificazioni, nel gruppo D della zona UEFA, al Mondiale di Australia e Nuova Zelanda 2023, maturando in quella fase 4 presenze e contribuendo a far guadagnare la chance dell'accesso per la prima volta a un campionato del Mondo alla sua nazionale, scendendo poi in campo da titolare nello scontro diretto nel primo turno dei play-off con la Scozia, occasione sfumata per aver perso l'incontro, dopo i tempi supplementari, per 1-0.

## Statistiche

### Presenze e reti nei club
Statistiche (parziali) aggiornate al 6 novembre 2022.
| Stagione        | Squadra         | Campionato      | Campionato | Campionato | Coppe nazionali | Coppe nazionali | Coppe nazionali | Coppe internazionali | Coppe internazionali | Coppe internazionali | Altre coppe | Altre coppe | Altre coppe | Totale | Totale |
| Stagione        | Squadra         | Comp            | Pres       | Reti       | Comp            | Pres            | Reti            | Comp                 | Pres                 | Reti                 | Comp        | Pres        | Reti        | Pres   | Reti   |
| --------------- | --------------- | --------------- | ---------- | ---------- | --------------- | --------------- | --------------- | -------------------- | -------------------- | -------------------- | ----------- | ----------- | ----------- | ------ | ------ |
| 2021-2022       | Friburgo        | BL              | 12         | 1          | CG              | -               | -               |                      | -                    | -                    |             | -           | -           | 12     | 1      |
| 2022-2023       | Friburgo        | BL              | 7          | 2          | CG              | 1               | 0               |                      | -                    | -                    |             | -           | -           | 8      | 2      |
| Totale Friburgo | Totale Friburgo | Totale Friburgo | 19         | 3          |                 | 1               | 0               |                      | -                    | -                    |             | -           | -           | 20     | 3      |
| Totale carriera | Totale carriera | Totale carriera | 19+        | 3+         |                 | 1+              | 0+              |                      | -                    | -                    |             | -           | -           | 20+    | 3+     |

## Palmarès

### Individuali
- Giocatrice dell'anno austriaca: 1

2021